# Parque nacional Errinundra
Errinundra es un parque nacional en Victoria, Australia, a 352 km al este de Melbourne. El Parque Nacional Errinundra se localiza en la Meseta Errinundra, una extensión al sur de las Mesetas Monaro de Nueva Gales del Sur. El Parque Nacional Errinundra preserva los más grandes bosques lluviosos en Victoria y sustenta algunos de los bosques de lento crecimiento más espectaculares del Sureste de Australia. Existen también muchas especies raras y amenazadas de flora y fauna, incluyendo búho poderoso, cuol tigre y potoroo de patas largas. 
Se encuentran varios tipos de bosques: subtropicales, frescos lluviosos, abiertos, y montanos. También existe un humedal subalpino.
La mayor parte del parque es accesible solo en los meses más secos. En invierno, la lluvia y la nieve hacen las carreteras abiertas impasables.
Ha existido una tala extensiva de todos los tipos de bosque alrededor del parque y han existido algunos casos de tala dentro de los límites del parque nacional debido a errores administrativos. Además la tala ocurrió en muchas áreas antes de que el parque nacional fuera establecido.